# Glagolica
Glagólica je pisava, ki si jo je za pisanje v slovanskih jezikih v 9. stoletju izmislil Ciril (s pravim imenom Konstantin), ko je skupaj z bratom Metodom začel širiti krščansko vero med Slovani na Balkanskem polotoku. Podlaga pisave so bila narečja makedonskih Slovanov iz okolice Soluna. Ime izvira iz staroslovanske besede »glagolati« (slovensko govoriti; primerjaj slovensko besedo glagol).
V nekaterih starejših učbenikih piše, da je glagolico izoblikoval iz grških črk, a že bežen pogled nam pove, da to ni res – glagolske črke so precej drugačne od grških, pa tudi od latiničnih. Ciril je bil visoko izobražen in tudi politično spreten mož, zato se je najbrž bolje pridružiti mnenju, da je glagolica namenoma drugačna od drugih pisav – s tem je hotel Ciril poudariti nevtralnost Slovanov v sporih med grškim in rimskim svetom (v tem času so se že pojavljala trenja, ki so pozneje pripeljala do razkola med rimskokatoliško in grško pravoslavno cerkvijo). Zato lahko glagolico štejemo za Cirilovo izvirno avtorsko delo.
Črke v prvotni glagolici so bile zaobljene. To različico pisave imenujemo okrogla (ali »obla«) glagolica.

## Prečrkovalna tabela
| Izgled                  | Ime                     | Izgovor  | Verjetni izvor                  | Naslednica v sodobni cirilici                                        | Latinično prečrkovanje                                        |
| ----------------------- | ----------------------- | -------- | ------------------------------- | -------------------------------------------------------------------- | ------------------------------------------------------------- |
| Az                      | az                      | /a/      | Α α – grška črka alfa           | А а                                                                  | a                                                             |
| Buki                    | buki                    | /b/      |                                 | Б б                                                                  | b                                                             |
| Vedi                    | vedi                    | /v/      | Β β – grška črka beta           | В в                                                                  | v                                                             |
| Glagol                  | glagol                  | /g/      | Γ γ – grška črka gama           | Г г                                                                  | g                                                             |
| Dobro                   | dobro                   | /d/      | Δ δ – grška črka delta          | Д д                                                                  | d                                                             |
| Jest                    | jest                    | /ɛ/      | Ε ε – grška črka epsilon (črka) | Е е                                                                  | e                                                             |
| Živete                  | živete                  | /ʒ/      |                                 | Ж ж                                                                  | ž                                                             |
| Dzelo                   | dzelo                   | /dz/     |                                 | Ѕ ѕ – makedonski dz                                                  | dz                                                            |
| Zemlja                  | zemlja                  | /z/      | Ζ ζ – grška črka zeta           | З з                                                                  | z                                                             |
| Iže                     | iže                     | /i/      | Η η – grška črka eta            | И и                                                                  | i                                                             |
| I                       | i                       | /i/      | Ι ι – grška črka jota           | І і – beloruski/ukrajinski I                                         | i                                                             |
| Dzerv                   | dzerv                   | /dʒ/     |                                 | Ћ ћ – srbski Ć Ђ ђ – srbski Đ                                        | ć ali đ                                                       |
| Kako                    | kako                    | /k/      | Κ κ – grška črka kapa           | К к                                                                  | k                                                             |
| Ljudi                   | ljudi                   | /l/      | Λ λ – grška črka lambda         | Л л                                                                  | l                                                             |
| Mislete                 | mislete                 | /m/      | Μ μ – grška črka mi             | М м                                                                  | m                                                             |
| Naš                     | naš                     | /n/      | Ν ν – grška črka ni             | Н н                                                                  | n                                                             |
| On                      | on                      | /ɔ/      | Ο ο – grška črka omikron        | О о                                                                  | o                                                             |
| Pokoj                   | pokoj                   | /p/      | Π π – grška črka pi             | П п                                                                  | p                                                             |
| Rtsi                    | rtsi                    | /r/      | Ρ ρ – grška črka ro             | Р р                                                                  | r                                                             |
| Slovo                   | slovo                   | /s/      | Σ σ – grška črka sigma          | С с                                                                  | s                                                             |
| Tverdo                  | tverdo                  | /t/      | Τ τ – grška črka tau            | Т т                                                                  | t                                                             |
| Uk                      | uk                      | /u/      | grški dolgi U (omikron ipsilon) | У у                                                                  | u                                                             |
| Fert                    | fert                    | /f/      | Φ φ – grška črka fi             | Ф ф                                                                  | f                                                             |
| Kher                    | kher                    | /x/      | Χ χ – grška črka ksi            | Х х                                                                  | h                                                             |
| Ot                      | ot                      | /o/      | Ω ω – grška črka omega          | Ѿ ѿ – ot (uporabljena le za prečrkovanje grške omege)                |                                                               |
| Tsi                     | ci                      | /ts/     | צ ץ – hebrejska črka cade       | Ц ц                                                                  | c                                                             |
| Červ                    | červ                    | /tʃ/     |                                 | Ч ч                                                                  | č                                                             |
| Ša                      | ša                      | /ʃ/      | ש – hebrejska črka šin          | Ш ш                                                                  | š                                                             |
| Šta                     | šta                     | /ʃt/     |                                 | Щ щ                                                                  | šč                                                            |
| Jer                     | jer                     | /w/, /ə/ |                                 | Ъ ъ – trdi znak                                                      |                                                               |
| Jeri                    | jeri                    | /ɨ/      |                                 | Ы ы – jeri                                                           |                                                               |
| Jerj                    | jerj                    | /j/      |                                 | Ь ь – mehki znak                                                     |                                                               |
| Jat                     | jat                     | /jæ/     |                                 | Ѣ ѣ – jat, iz ruščine odstranjena v letu 1917, iz bolgarščine v 1945 |                                                               |
|                         | jo                      | /jɔ/     |                                 | Ѥ ѥ – jotirani E (ni več v rabi)                                     |                                                               |
| Ju                      | ju                      | /ju/     |                                 | Ю ю                                                                  | ju, u                                                         |
| Jus Malij               | jus malij               | /ɛ̃       |                                 | Ѧ ѧ – mali jus (ni več v rabi)                                       | v poljščini – ę                                               |
| Jus Malij Jotirovannij  | jus malij jotirovannij  | /jɛ̃/     |                                 | Ѩ ѩ – jotirani mali jus (ni več v rabi)                              | v poljščini – ję                                              |
| Jus Bolšoj              | jus bolšoj              | /ɔ̃/      |                                 | Ѫ ѫ – veliki jus (ni več v rabi)                                     | v poljščini – ą                                               |
| Jus Bolšoj Jotirovannij | jus bolšoj jotirovannij | /jɔ̃/     |                                 | Ѭ ѭ – veliki jotirani jus (ni več v rabi)                            | v poljščini – ją                                              |
| Thita                   | thita                   | /f/      | Θ θ – grška črka theta          | Ѳ ѳ – fita (uporabljena le za prečrkovanje grške thete)              | f                                                             |
| Ižica                   | ižica                   | /v/, /i/ | Υ υ – grška črka ipsilon        | Ѵ ѵ – ižica, iz ruščine odstranjena v letu 1917                      | v poljščini pomeni, brez zvočne, zatajitev i je enak kot Jeri |

Že v 10. stoletju se je med Cirilovimi učenci v Bolgariji pojavila druga pisava – cirilica. Čeprav nosi ime po Cirilu, cirilica ni njegovo delo. Cirilica je izoblikovana na podlagi grškega alfabeta in s tem poudarja povezanost slovanskih pravoslavnih cerkva z grško, to pa je v nasprotju s Cirilovimi idejami o nevtralnosti.
Ciril si je močno prizadeval, da bi premostil prepad med vzhodno in zahodno cerkvijo. Jeseni leta 867 je v Benetkah pred latinskimi duhovniki zagovarjal pravico do oznanjanja vere v slovanskem jeziku in pisavi. Pri tem je dosegel pomemben uspeh: že naslednje leto je papež Hadrijan II. odobril glagoljaško bogoslužje – tj. uporabo slovanskega jezika, zapisanega v glagolici. V obdobju, ko je vsa severna in zahodna Evropa uporabljala v bogoslužju samo latinščino, je bil to seveda velik uspeh. Po Cirilovi smrti se je za glagolico in za Cirilovega brata Metoda zavzel tudi papež Janez VIII. in pohvalil duhovnike glagoljaše, ki učijo vero v domačem jeziku.
Na južnem in vzhodnem Balkanu je do 12. stoletja cirilica že popolnoma izpodrinila glagolico – seveda zaradi vpliva grške pravoslavne cerkve. Na severozahodu pa se je glagolica pod zaščito Rima obdržala ponekod celo do začetka 20. stoletja. Oblika črk se je sčasoma spremenila in novo različico pisave imenujemo oglata glagolica.

## Uporaba glagolice in razširjenost
Glagolico so redno uporabljali za verske in tudi posvetne namene v Istri in v hrvaškem primorju (zlasti na otokih v Kvarnerju). Na tem območju je glagolica doživela pravi razcvet ob iznajdbi tiska – prva tiskana knjiga v glagolici je izšla leta 1483 (»Mašna knjiga« oziroma »Misal«). Pri pripravi glagolskih tiskov je pomagal tudi Primož Trubar, ki je glagolico pomotoma imenoval »hrovaška« pisava.
Seveda glagolica ni bila le hrvaška. Tudi na slovenskem je ohranjenih precej glagolskih zapisov. Največ jih je seveda ob hrvaški meji: v okolici Kopra in v severni Istri (npr. Krkavče, Šmarje), pa tudi v znani cerkvi v Hrastovljah – na freskah so napisi (grafiti) v glagolici, na primer: na sliki, kjer Jezusa bičajo, je vpraskan napis: »Ne bij, osle, tega moža svetega, ki je stvoril nebo in zemlo«.
Posamezne zapise pa najdemo tudi v cerkvah na Gorenjskem (Stara Fužina, Bodešče, Bukovica, itd), Dolenjskem in Primorskem (Dolenja vas pri Senožečah, Misliče, Ilirska Bistrica, itd). Najstarejši glagolski zapis na Slovenskem je tako imenovani »Ljubljanski homilijar« (homilija = pridiga) – preučeval ga je že Žiga Zois. Poleg Zoisa so se z glagolico ukvarjali še nekateri drugi znani Slovenci: Linhart, Bohorič, Kopitar, idr.
Ljubljanski škof Tomaž Hren je v 16. in 17. stoletju v ljubljanski stolnici posvečeval tudi glagoljaške duhovnike in ocenjeval tudi njihovo znanje glagolice in glagoljaškega nauka.
V posameznih primerih so glagoljaški duhovniki oskrbovali na slovenskem cele župnije: to velja zlasti za Koper z okolico, za krajši čas (okoli 1600) so bili glagoljaši prisotni tudi na Ptuju.
Skozi celotno zgodovino pa so se ponavljali spori med glagoljaškimi in latinskimi duhovniki. Glagoljaši so se sklicevali na uradno podeljene pravice, vendar pa so jih »Latini« počasi, a vztrajno izpodrivali. A ne povsod: v slovenski župniji Dolina pri Trstu so se ohranili glagoljaši do sredine 19. stoletja, ponekod v Istri in Kvarnerju pa do začetka 20. stoletja.
V potrditev, da je bila glagolica razširjena tudi na Tržaškem, pričajo številni glagolski napisi, pa tudi rokopisi in celo pravni akti. Še največ napisov hrani mala cerkev Matere Božje Žalbijske (Madonna della Salvia) pri Kontovelu. Vse do okrog leta 1930 je obstajalo v Dolini kar šest urbarjev v glagolici in en pravni akt oporoke. Zraven tega še glagolski misal. Še najbolj znan je bil glagolski misal iz Ricmanj, ki sega v leto 1483. Obdobje glagolskih rokopisov je trajalo skoraj eno stoletje (od 1548 do 1617). Veliko več je ohranjenega v koprski škofiji, po cerkvah in celo po privatnih domovih, kakor na Črnem kalu.
V času fašizma je bil po nekaterih primorskih župnijah spomin na glagoljaško (tj. slovensko!) bogoslužje še živ. V času najhujšega fašističnega preganjanja so posamezni duhovniki branili slovenščino z utemeljitvijo, da je papež dovolil maševanje v slovenskem jeziku (ponekod so imeli celo ohranjene mašne knjige v glagolici).
Iz časa pred prvo svetovno vojno moramo omeniti še enega znanega Slovenca, ki se je ukvarjal z glagolico. To je dr. Anton Mahnič, slovenski teolog, rojen v Kobdilju (pri Štanjelu) na Krasu. Slovencem je znan zlasti po svojem političnem udejstvovanju: kot klerikalec je ostro nasprotoval liberalnemu Ivanu Tavčarju. Tudi sicer se je na vseh področjih zelo zavzemal za rimokatoliško Cerkev. V drugi polovici 19. stoletja so močno oživela narodno napredna gibanja v Avstro-Ogrski (pomlad narodov). Takrat so v Istri in Kvarnerju glagoljaši doživeli ponoven zagon, saj so poudarjali narodni jezik (slovenščino in hrvaščino). Na istem ozemlju pa so živeli tudi Italijani, ki so hoteli Slovence in Hrvate (tudi že pred uradnim začetkom fašizma) čim prej uničiti. Zato so Italijani od cerkvenih oblasti zahtevali popolno prepoved glagolice. Cerkev je izbrala človeka, ki je bil vedno zvest rimokatolik – Antona Mahniča – in ga postavila za škofa na tem območju (sedež škofije je imel na Krku), da bi enkrat za vedno opravil s tem problemom. Zgodilo pa se je neverjetno: Mahnič je takoj spoznal, da glagolica in uporaba narodnega jezika nista v nasprotju z naukom Cerkve, saj je papež oboje odobril. In še več: Mahnič se je maksimalno zavzel za ohranitev glagolice, ustanovil je glagoljaško akademijo (na Krku) in si celo prizadeval za razširitev glagolice na vsa ozemlja, poseljena s Slovani. V času med obema vojnama je le malo manjkalo, pa bi bila za celotno ozemlje kraljevine Jugoslavije predpisana uporaba glagolice in slovenskega oziroma hrvaškega jezika v bogoslužju.
Takrat pa se je zgodovina zasukala drugače: papež Janez XXIII. je dovolil obhajanje verskih obredov po vsem svetu v narodnih jezikih. S tem je prišel v ospredje jezik pred pisavo in glagolica (kot pisava) je doživela dokončni propad. Glagolica je pravzaprav zelo zapletena za pisanje (posamično črko sestavlja precej več potez kot v latinici) in je bila prej skoraj 1000 let le pretveza, da so duhovniki smeli maševati v domačem jeziku. Ko je bil domači jezik tudi sicer dovoljen, glagolica ni bila več potrebna.